# Хащувате
Хащувате — село в Україні, у Гайворонській міській громаді Голованівського району Кіровоградської області. Населення становить 1898 осіб.

## Історія

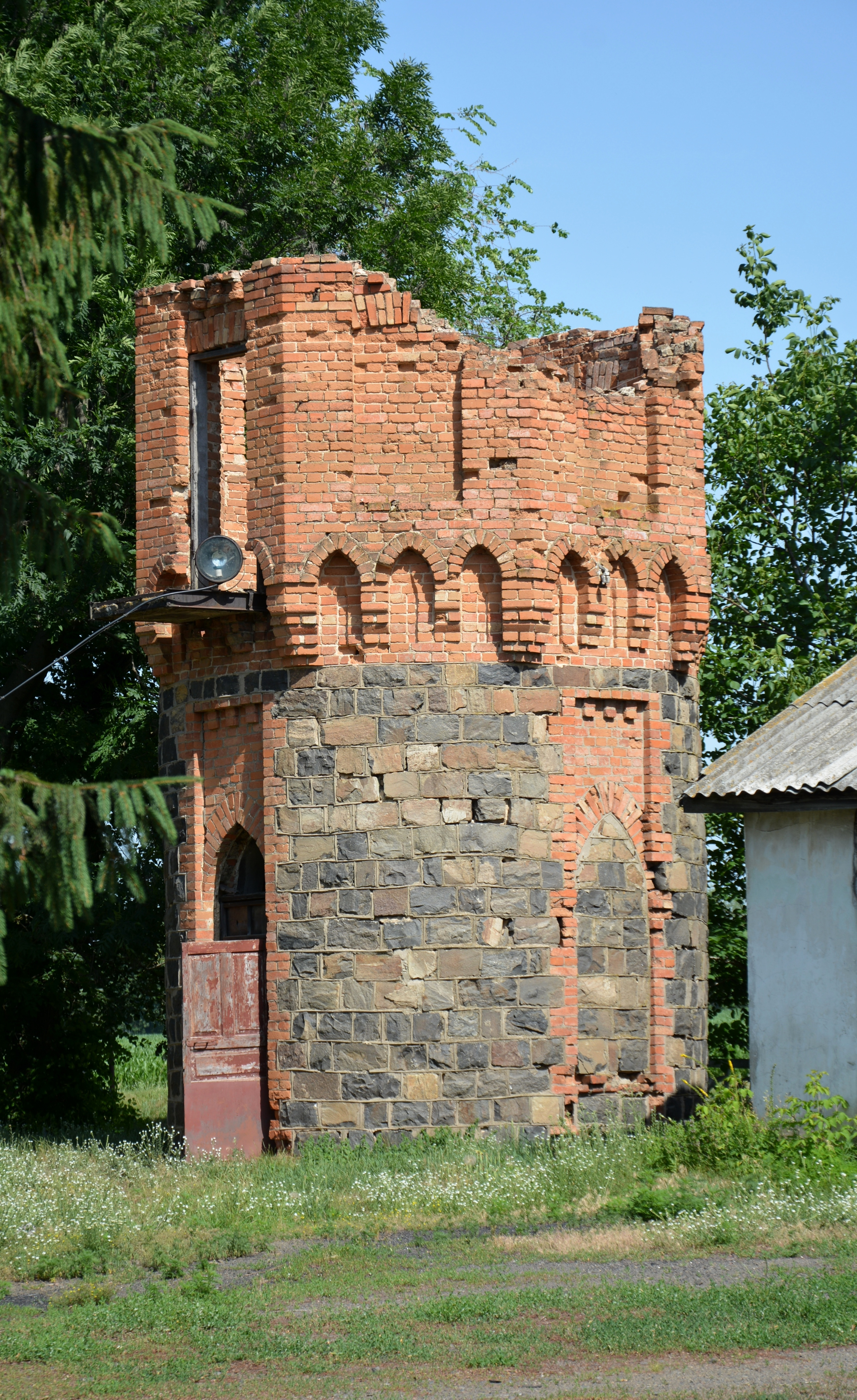
Водонапірна башта, 1913 рік

Село Хащувате вважається відомим з 1362 року, хоча вочевидь воно набагато давніше.
На той час входило до Великого князівства Литовського і називалось Качучинка. Тут була фортеця та підземні ходи. На початку XV століття перейменоване у Хащувате.
В елекції короля РП за 1754 рік назване Качуринкою.
З кінця XVIII до першої половини XX століття мало статус містечка. 
У 1785 році було центром ключа, який належав Потоцькому. В містечку була винокурня, яка належала графу.
У 1847 році маєток з землями викупив поміщик Лопушанський. У селі налічувалося 290 душ чоловічої статі, було 143 двора. 
В 1867 році у Хащуватому відкрито парафіяльну школу, в якій навчалося 35 хлопчиків і 18 дівчаток.  
З 70-х років XIX ст. Хащувате стало волосним центром (Хащуватська волость). Розбудова села пов'язана з будівництвом мережі вузькоколійних залізниць та станції, яка існує досі, найголовнішим залізничним вузлом є Гайворон. 
У 1903 році в книзі Крилова приведена назва  - Хащовата, містечко Гайсинського повіту Подільської губернії, власність Н. та А. Карелів (Карель був лікарем царя Олексанадра ІІ). У цей час в містечку налічувалося вже 720 дворів та 4335 душ, знаходились православна церква, 3 хедера, однокласне сільське училище, церковно-парфіяльна школа, аптека, 3 аптечні склади, сільський банк, міщанська управа, пошта, водяний млин, готель, 4 заїзжі будинки, раз на 2 тижні - ярмарок.
1 травня 1907 року місцеві селяни підпалили поміщицький маєток.
У 1913 році почалося будівництво сільської лікарні.

### Період УНР, СРСР
16 січня 1920 року у Хащуватому під час Першого Зимового походу зупинявся на ночівлю Кінний полк Чорних Запорожців Армії УНР. 18 січня чорношличники переправилися в Хащуватому на правий берег Південного Буга. 4 березня 1920 року полк знову вступив до Хащуватого і погромив у ньому прихильників окупаційної московської влади. Втрати ворога сягали 40 осіб. Після цього полк зупинився в Хащуватому на ночівлю, а 5 березня вирушив далі у похід.
В лютому 1923 року в селі створено с/г артіль «Хлібороб», потім артіль «Серп», колгосп «Колонія», лимарська артіль «Власна праця»,  артіль «Кравець», ковальська артіль "Возовик", цегельна артіль. Запрацювала початкова та дві 7-річні школи.
Проводились показові комуністичні шоу, як наприклад, збір коштів для голодуючих робітників Рурського басейну в Німеччині.
З 1923 року село стало районним центром.
У 1930 році почалася примусова колективізація, було створено 5 колгоспів після чого у 1932 році, якраз перед Голодомором, район приєднали до Грушківського району.
Справжньою трагедією стали три Голодомори, найстрашніший — другий. Про Голодомор у цих краях найчастіше згадували вихідці з Хащуватського району, які від вірної смерті тікали без паспортів, пішки, повзком, щоб не застрелили, до Голованівська та Умані. Ті, хто був ближчим до керівництва, змогли дійти до залізничної станції і вчепитися за теплушку, якою колихалися всю ніч до Вінниці. До речі, сучасні пенсіонери і досі їздять на базар цією ж антикварною теплушкою.

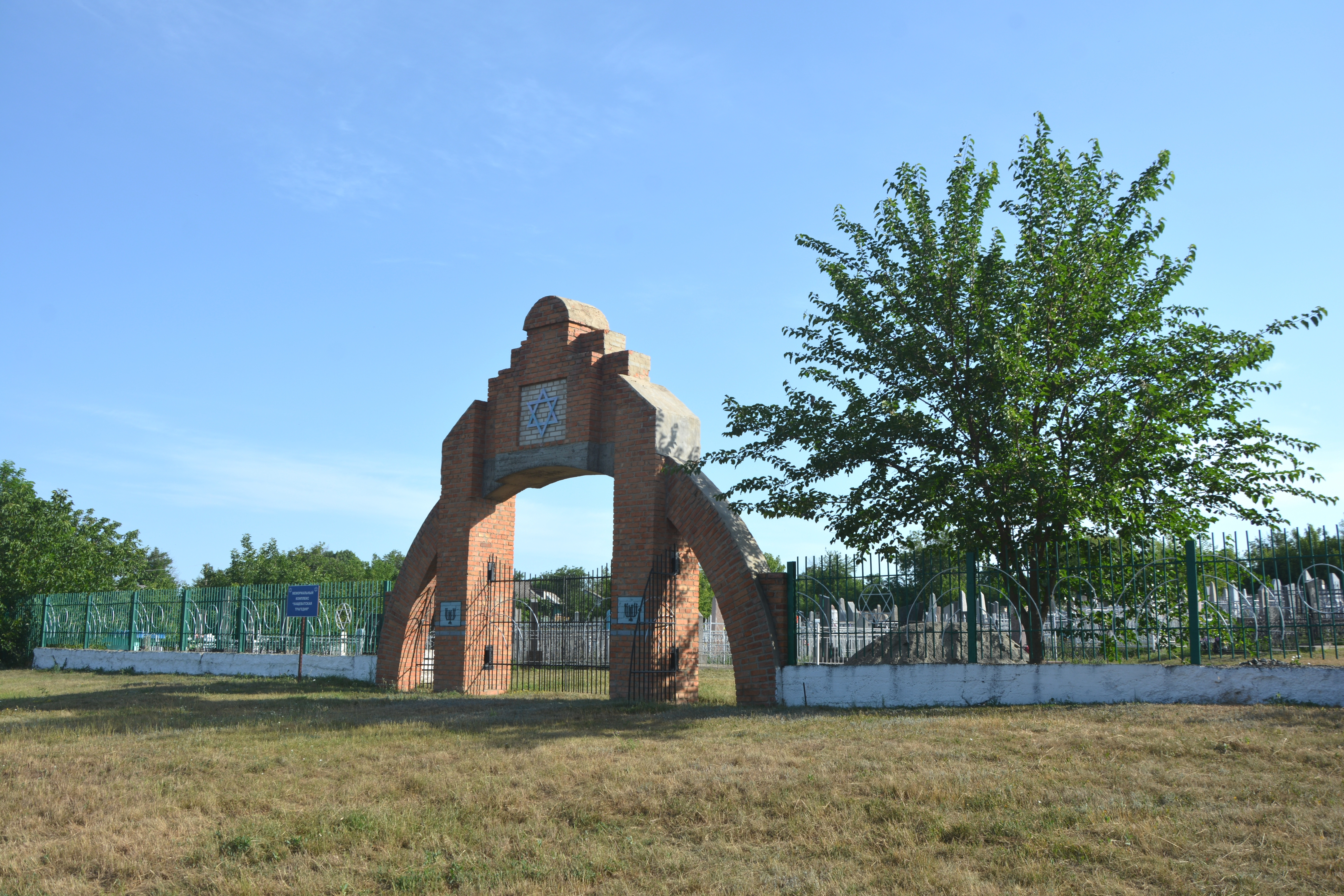
Меморіал в пам'ять про Хащуватську трагедію

29 липня 1941 року містечко було захоплене німецькими військами.
Під час німецької окупації 16 лютого 1942 року в селі було розстріляно більш ніж 1000 євреїв, з них 376 дітей. Деяких з виживших прихистили у себе місцеві селяни.
13 березня 1944 року у Хащувате зайшли радянські війська.
З 1950 року в селі діяв об'єднаний колгосп «Україна», голові колгоспу Д. Т. Войтишину було присвоєно звання Героя Соціалістичної Праці.
Тільки з 1965 року в колгоспі впроваджено грошову оплату праці.
В 60-80-х роках у селі працювали хлібоприймальний пункт, районна контора «Заготскотвідгодівля», овоче-фруктова база, ветеринарний пункт,  райоб’єднання «Сільгосптехніки», лікарня на 150 ліжок і 5 відділень, школа, ясла, дитсадок, бібліотеки, будинок культури з гуртками та двома оркестрами, їдальні, 9 магазинів.

### Наш час
У час незалежності в селі працює декілька с/г підприємств по вирощуванню зернових, бобових, олійних культур, оптової торгівлі тваринами, виробництва олії, ремонту транспортних засобів. Діє КЗ Хащуватський ліцей, дитсадок, пошта, магазини.
Відкрито меморіал на честь загиблих у Хащуватській трагедії.
Працює церква св. Миколая УПЦ (МП).

## Населення
Згідно з переписом УРСР 1989 року чисельність наявного населення села становила 2522 особи, з яких 1154 чоловіки та 1368 жінок.
За переписом населення України 2001 року в селі мешкало 2289 осіб.

### Мова
Розподіл населення за рідною мовою за даними перепису 2001 року:
| Мова       | Відсоток |
| ---------- | -------- |
| Українська | 97,70 %  |
| Російська  | 2,12 %   |
| Молдовська | 0,09 %   |
| Білоруська | 0,04 %   |
| Болгарська | 0,04 %   |

## Пам'ятки
До цікавих пам'яток села відноситься комплекс споруд волосної лікарні з водонапірною баштою у неоготичному стилі. 
Є братська могила воїнів часів ІІ Світової війни з пам'ятником.
У 2013 році на території єврейського кладовища почали спорудження  великого меморіалу в пам'ять жертв Хащуватської трагедії. Цей комплекс є одним з найбільших у Європі меморіалів в пам'ять про Холокост.

## В літературі
У 1984 році уродженець містечка письменник Хаїм Меламуд написав збірку оповідань «Хащеватские рассказы».

## Відомі особи
- Повстенко Олекса Іванович (1902—1973) — український та американський архітектор, історик мистецтв, директор музею Софії Київської.
- Дрьомін Ярослав Павлович (1986—2014) — солдат Збройних сил України, учасник російсько-української війни.
- Солгутовський Леонід Ізрайлович (1925—2002) — учитель, автор книг, на теми краєзнавства, лауреат обласної премії імені В. Ястребова, засновник музею 5-ї гвардійської танкової армії.
- Меламуд Хаїм Гершкович (1907—1993) — український єврейський письменник, писав на їдиш, українською та російською мовами[13].

## Галерея

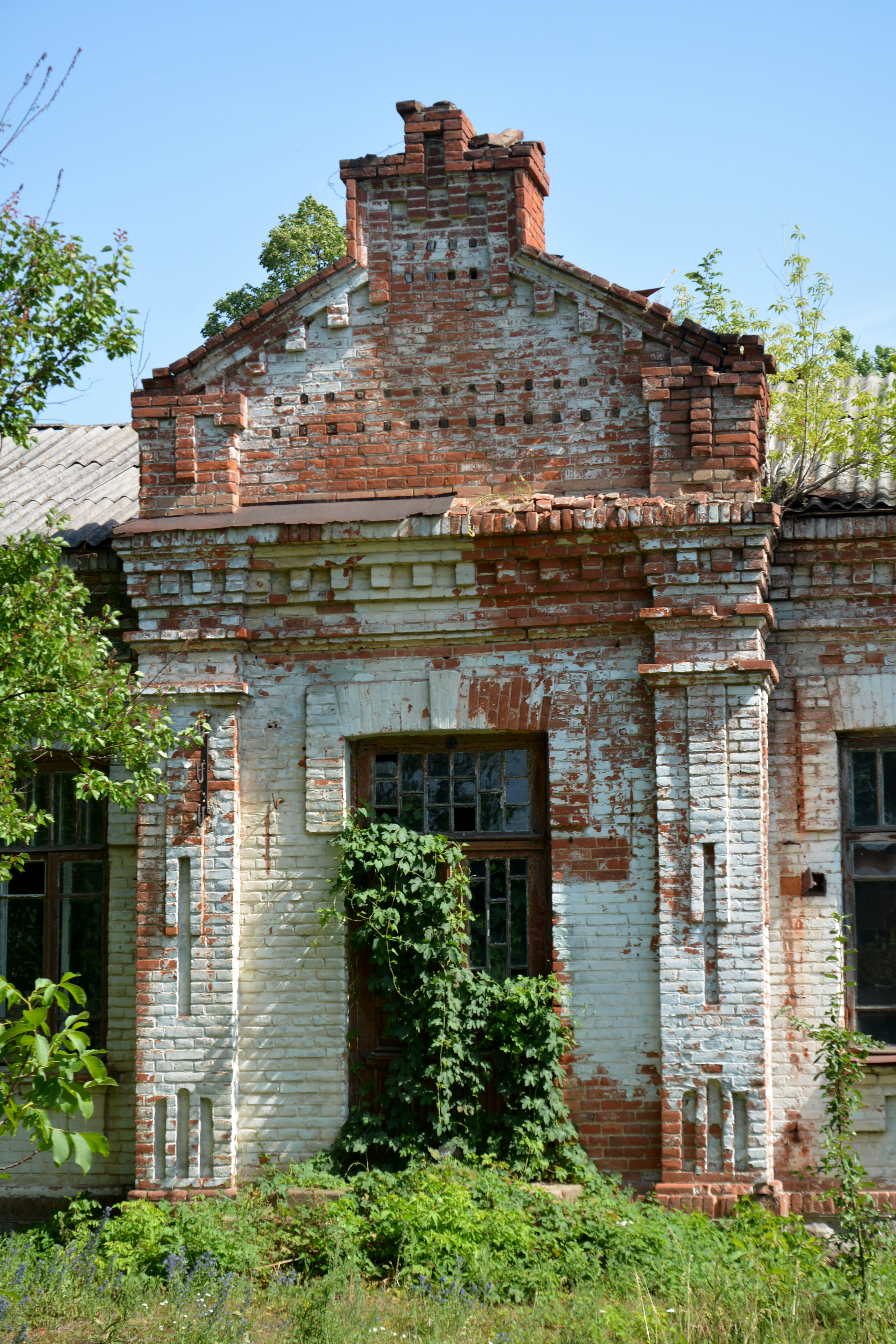
Комплекс волосної лікарні, 1913
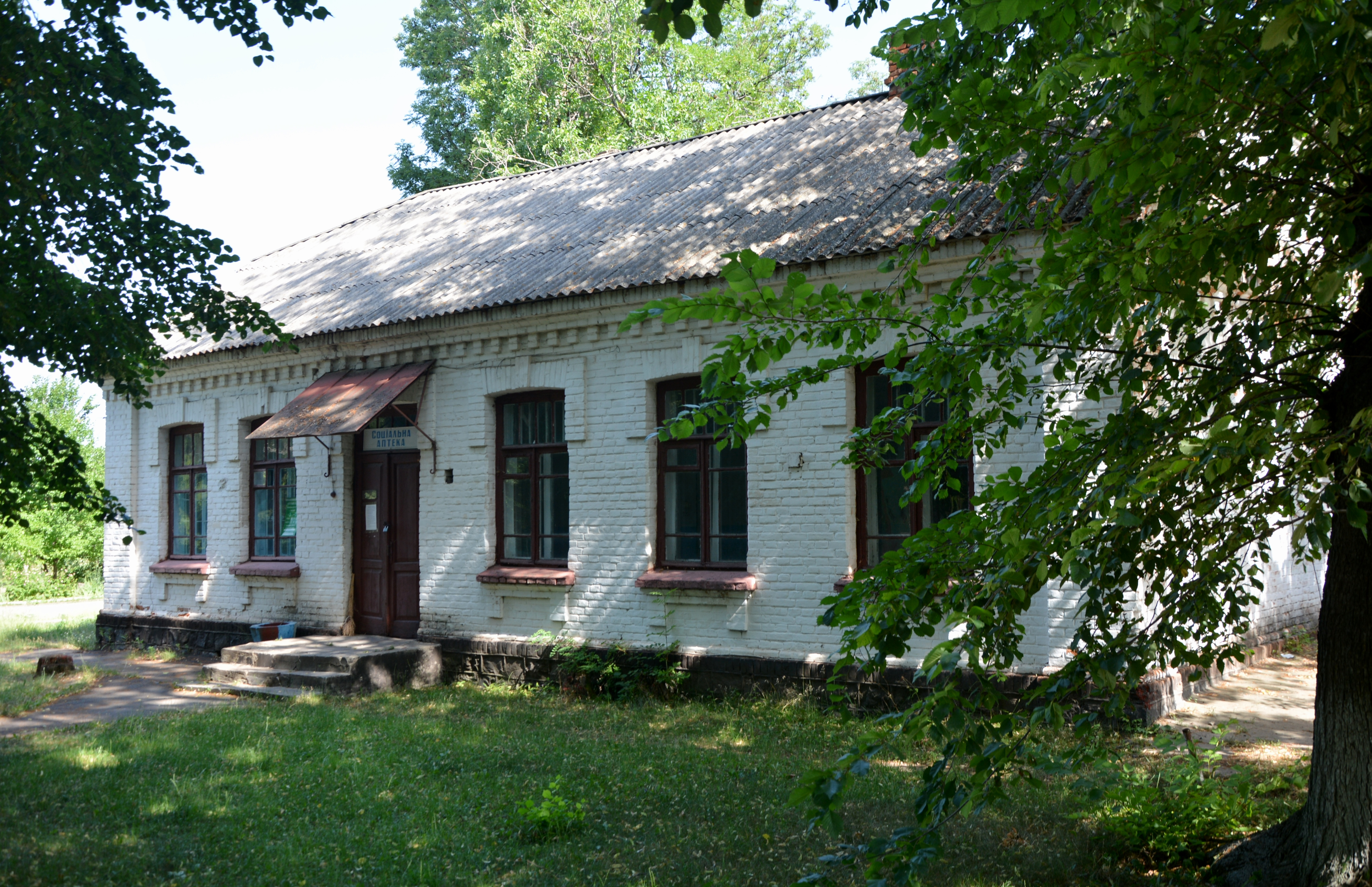
Комплекс споруд волосної лікарні, 1913
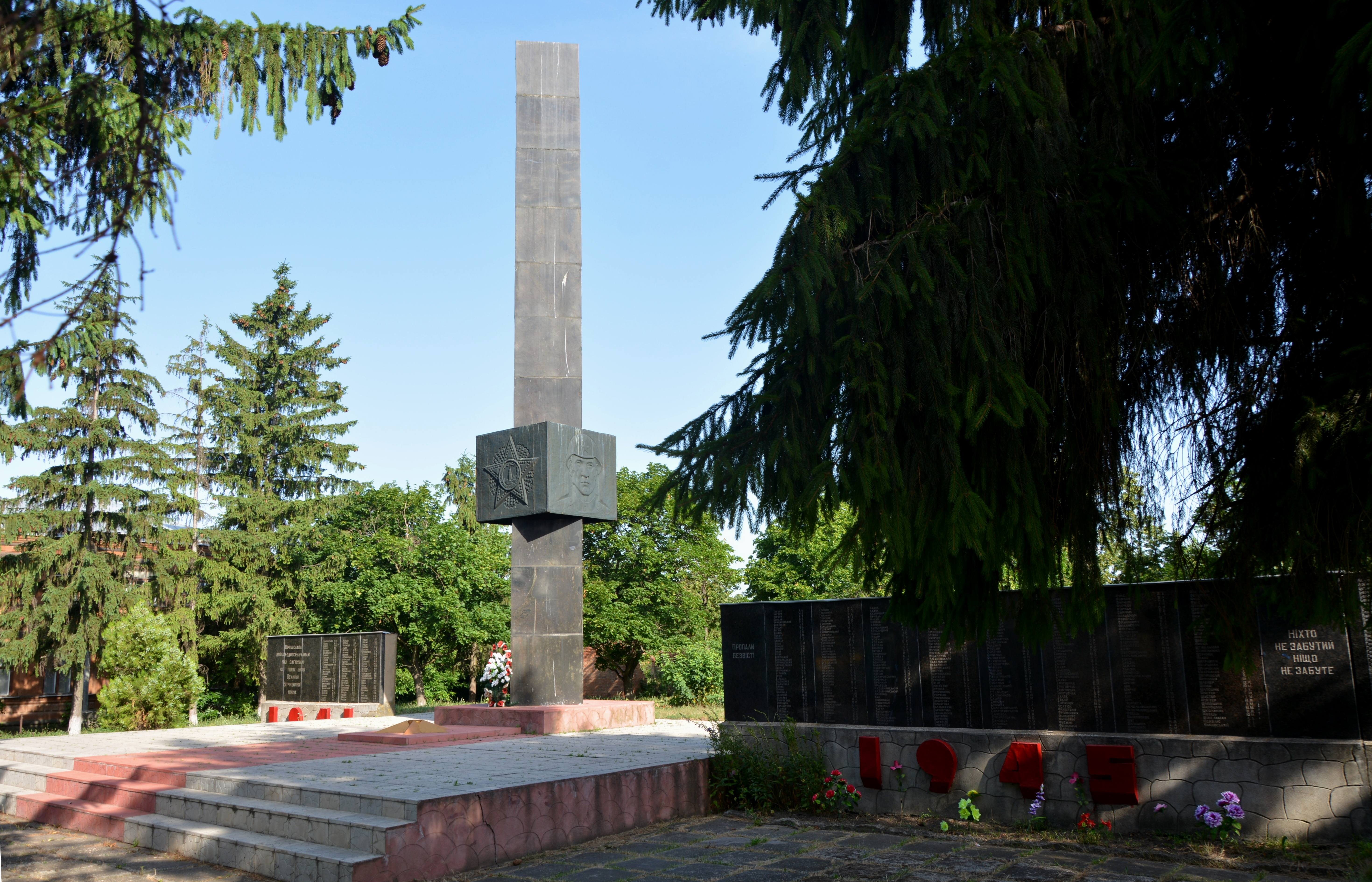
Меморіал на честь загиблих у ІІ Світовій війні воїнів
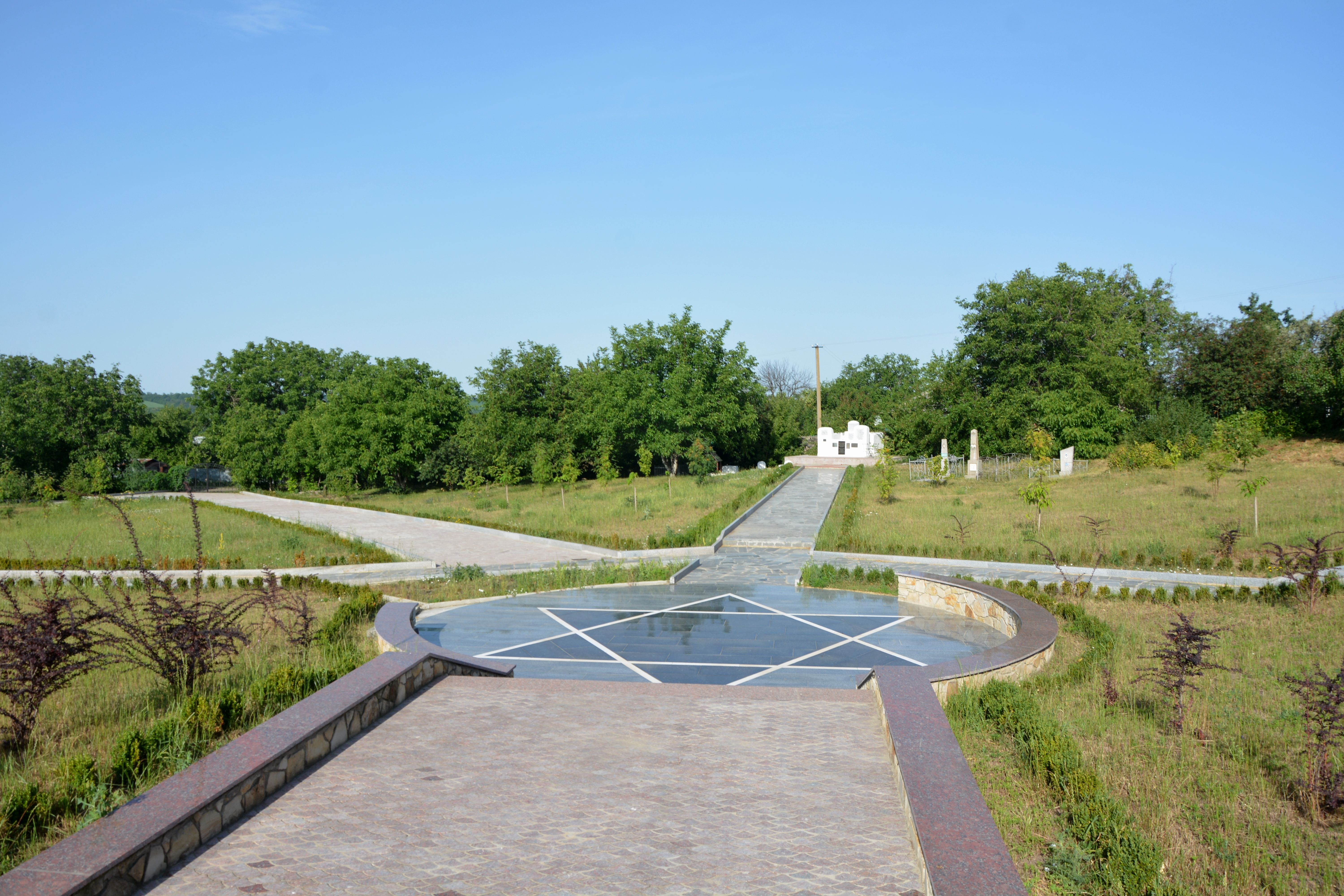
Меморіал в пам'ять жертв Хащуватської трагедії
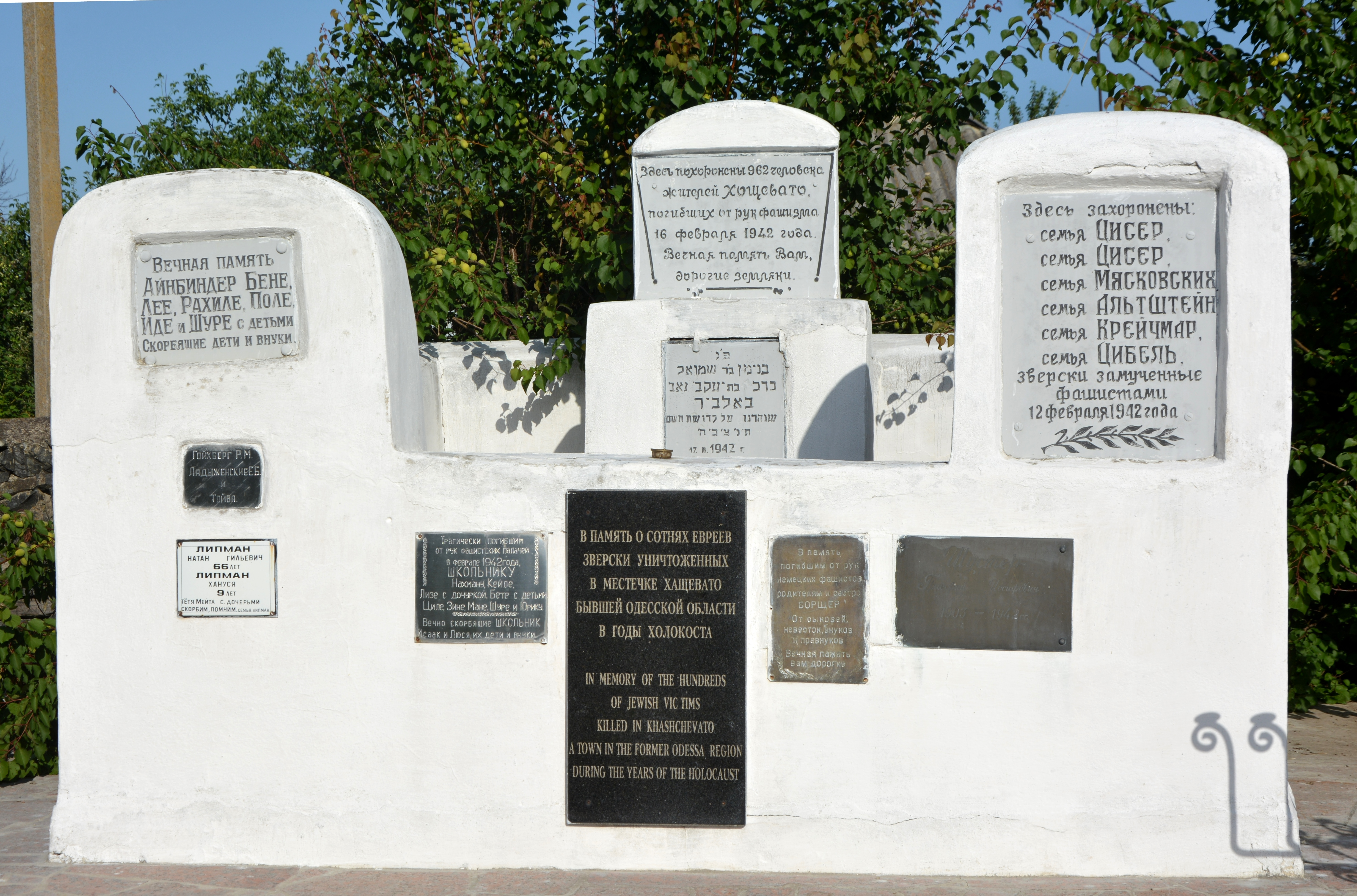
Меморіал в пам'ять про євреїв, розстріляних під час німецької окупації.